# Peñaflor (Chile)

Peñaflor é uma comuna da Província de Talagante, na Região Metropolitana de Santiago, no Chile. Integra juntamente com as comunas de Alhué, Curacaví, Isla de Maipo, María Pinto, Melipilla, El Monte, Padre Hurtado, Talagante e San Pedro o Distrito Eleitoral N° 31 e pertence a Circunscrição Senatorial 7ª da XIII Região Metropolitana de Santiago.

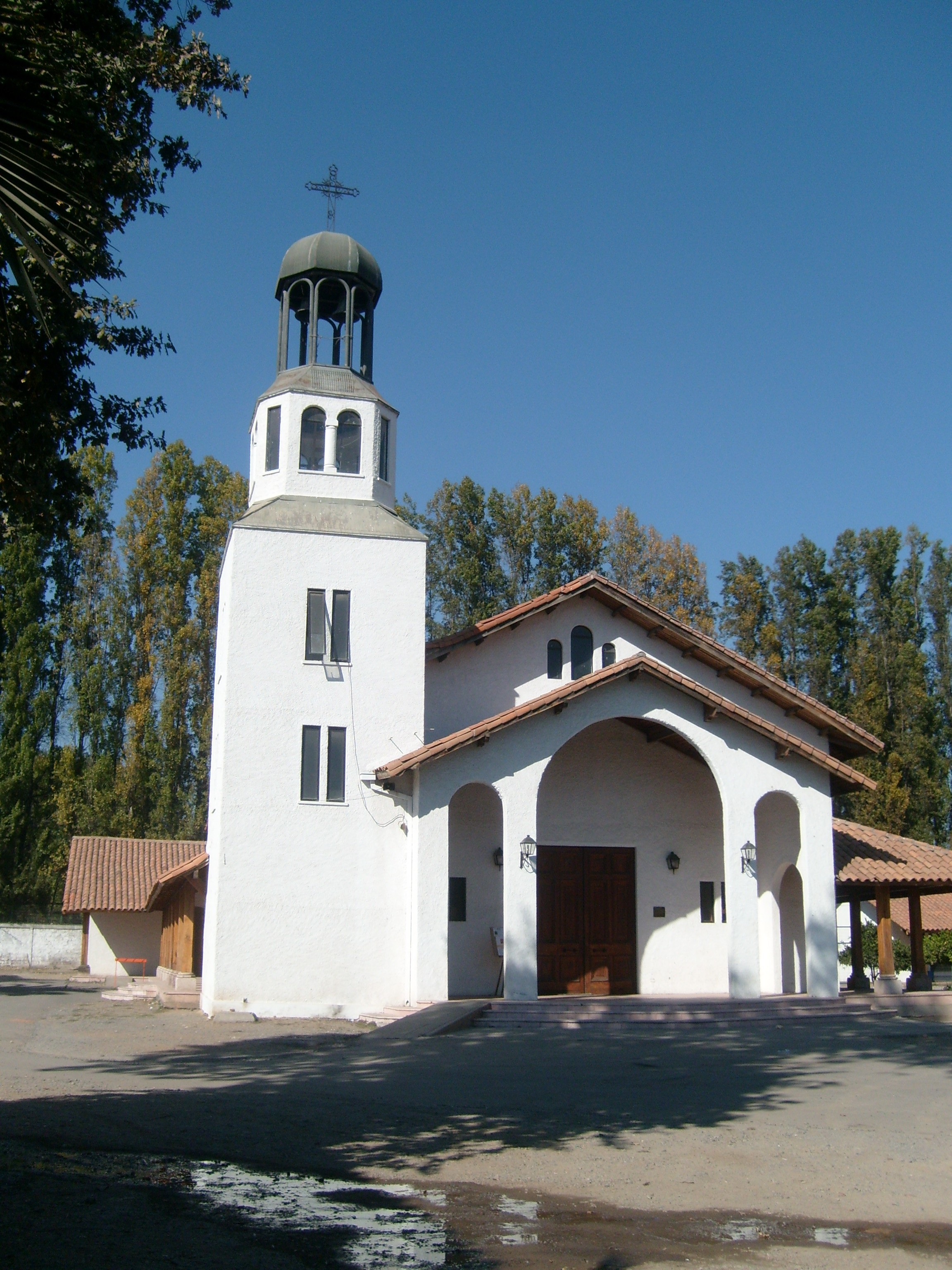
Paróquia Niño de Dios, Malloco.

A comuna localiza-se a aproximadamente 37 km a sudoeste do centro de Santiago, limitando-se: a norte com Padre Hurtado; a leste com Calera de Tango; a sul com Talagante; a oeste com El Monte e Melipilla.